# Capillipedium filiculme
Capillipedium filiculme là một loài thực vật có hoa trong họ Hòa thảo. Loài này được (Hook.f.) Stapf mô tả khoa học đầu tiên năm 1922.